# Hyposoter fitchii
Hyposoter fitchii är en stekelart som först beskrevs av Bridgman 1881.  Hyposoter fitchii ingår i släktet Hyposoter och familjen brokparasitsteklar. Inga underarter finns listade i Catalogue of Life.